# 史上空前!! 笑いの祭典 ザ・ドリームマッチ
『史上空前!! 笑いの祭典 ザ・ドリームマッチ』（しじょうくうぜん!! わらいのさいてん ザ・ドリームマッチ）は、TBS系列で放送されるお笑い番組。2005年から2013年まで新春特別番組として制作、放送されていた。

## 概要
普段テレビでなかなかネタを披露することのない中堅芸人及び、若手人気お笑い芸人たちをシャッフルして即席コンビを結成させ、ネタを披露し合うコンテスト形式の番組。第2回大会までは優勝コンビに賞金（500万円）が与えられていたものの、第3回以降は賞金が無くなり優勝も「ベストカップル賞」という名目に改められた。
トリオ以上のグループやピン芸人も出演するため、カップル成立前の段階で既に本来ボケ担当の芸人がツッコミに回ったり、その逆もあったりというのは当番組では珍しくない（例：千原せいじ-河本準一 ※カップルでは左がボケ右がツッコミだが、本来の担当はお互い逆）。雨上がり決死隊の宮迫（ボケ）とネプチューンの堀内（本来ボケだがカップルではツッコミに入った）のカップルで、ツッコミ担当のはずの堀内が台本を無視して勝手に喋り出したため宮迫が急遽ツッコミへ回るという極めて異例なこともあった。
コンビの組み合わせ抽選を行なったのち決定したコンビはそれぞれ新ネタを一から作り上げ、本番に臨む。ネタ作りの時間は、第1回では数日間が与えられていたが、第2回から第5回までは抽選後から3時間のみ、そして同日に大会本番が行われるようになってより即興性が高まった。その後、第6回以降は1週間が与えられている。番組内では組み合わせ抽選会（第1・2回）またはフィーリングカップルでのコンビ決め（第3回以降）、それぞれのコンビによる打ち合わせ風景、大会収録後の打ち上げパーティーの様子（第3回まで）も放送される。
参加者たちはそれぞれが十分な経験を積み、独自のスタイルを確立した者ばかりであるが新たな相方と組むことによって未知の領域へ挑まされ、同時に周囲からの大きな期待に晒される。参加者たちにとっては失敗の許されない、非常に重圧がかかる舞台となっている様子。その彼らの必死さの裏腹で芸に対する真摯さが垣間見られ、演者の単純な人気だけでは量れない部分が見られる。
第1回が好評価を得たことから、同局では2005年10月にダウンタウン司会・同じスタッフ陣によるバラエティ番組『リンカーン』を立ち上げている（2013年9月に終了。現在は2019年まで年1回の特番として放送後は休止中）。
第5回以降、前年の『キングオブコント』王者は必ず出演していた。
2014年の新春には放送されず、同じくダウンタウンのMCによるネタ番組『笑いの王者が大集結!ドリーム東西ネタ合戦』が放送された（2014年1月1日 21:00 - 23:54）。
2014年7月6日（日曜日）19:00 - 20:54（JST）に、1年半ぶりに放送。
2020年4月11日（土曜日）19:00 - 21:54（JST）に、6年ぶりに放送。
第58回ギャラクシー賞 テレビ部門奨励賞（2020年度）受賞。

## 第1回（2005年）
| 放送日           | 2005年1月4日 21:00 - 23:24 |
| 司会者           | ダウンタウン |
| 審査員           | 志村けん 朝丘雪路 小川直也 |
| 控え室レポーター | 豊田綾乃 （TBSアナウンサー） |
| 視聴率           | 関東地区:21.3% 関西地区:22.8% |
| 出場者           | 出川哲朗 さまぁ〜ず（大竹一樹・三村マサカズ） 雨上がり決死隊（宮迫博之・蛍原徹） キャイ〜ン（ウド鈴木・天野ひろゆき） くりぃむしちゅー（上田晋也・有田哲平） ココリコ（遠藤章造・田中直樹） 山口智充 (DonDokoDon) ロンドンブーツ1号2号（田村淳・田村亮） ガレッジセール（川田広樹・ゴリ） |

### シャッフルコンビ
記載はエントリー順。ボケとツッコミは主な担当。☆が優勝コンビ。
| 順 | ボケ     | ツッコミ     | 内容 |
| -- | -------- | ------------ | --- |
| 1  | 宮迫博之 | 天野ひろゆき | 宮迫が駅員やファストフード店の店員役になり歌いまくる漫才。他の7組が全てコントを披露したのに対し、唯一正統派漫才で挑んだ。 |
| 2  | 山口智充 | 上田晋也     | 山口の多芸ぶりが活かされた紙芝居ネタ「安田晴彦物語」。事前にダウンタウンから山口に「ものまね禁止令」が出されるが、その条件もクリアしていた。 |
| 3  | ゴリ     | 田村亮       | 両者がプロレス・格闘技好きである事を活かし、プロレスラー同士のカップルが遊園地でデートをするという設定の下、プロレス技で動き回るコント。 |
| 4☆ | 田中直樹 | 三村マサカズ | 事件の目撃者（田中）が三村に事件の様子を説明するが、その内容が分かりにくいというコント。ネタ作りは田中が担当。2人は賞金500万円を獲得。優勝者コメントの中で田中は、相方・遠藤がコントで使用した怪獣の着ぐるみ（後述）を買い取ると語った。                                                                           |
| 5  | 田村淳   | 出川哲朗     | 淳が交番を訪れると警官（出川）が縛られており、淳に助けを求めるコント。本番前は出川が不安視されていたが淳の方が緊張してセリフを忘れるなどの場面があり、更にオチに対して観客からブーイングが出てしまった。 |
| 6  | 大竹一樹 | 蛍原徹       | ホテルを舞台に、結婚式を控えた宿泊客と設備の修理人という設定のコント。蛍原のツッコミが雨上がり決死隊の時よりも活きていると評された。 |
| 7  | ウド鈴木 | 川田広樹     | 銀行強盗をするために、その予行演習を行う2人という設定のコント。 |
| 8  | 有田哲平 | 遠藤章造     | 気弱な怪獣・エンギラス（遠藤）を励まそうとするヒーロー・アリトラマン（有田）のコント。全組中小道具に最もお金を掛けていたにも拘らずネタの質がお粗末だった等々、大トリにして一番のブーイングを浴びる結果となった。また、遠藤は「もうエンギラスについては二度と触れられたくない」と翌年のドリームマッチで語っている。 |

## 第2回（2006年）
- 2005年12月24日、赤坂プリンスホテル（制作記者会見及び組み合わせ抽選会）・TBS砧スタジオ（大会本編）にて収録。組み合わせ抽選会の司会は梶原しげる、豊田綾乃（TBSアナウンサー）。
- 前回収録後の打ち上げパーティーで、出川哲朗らがダウンタウンの出場を要望したことにより参加が実現した。
- 前回出場のくりぃむしちゅー、ガレッジセールは出場していない。

| 放送日           | 2006年1月4日 21:00 - 23:24放送 |
| 司会者           | おぎやはぎ 川田亜子（TBSアナウンサー） |
| 審査員           | 志村けん（審査員長） 中村玉緒 北島康介 |
| 控え室レポーター | 青木裕子 （TBSアナウンサー） |
| 視聴率           | 関東地区:13.6% |
| 出場者           | ダウンタウン（松本人志・浜田雅功）（初） 出川哲朗 （2年連続2回目） さまぁ〜ず（大竹一樹・三村マサカズ）（2年連続2回目） 雨上がり決死隊（宮迫博之・蛍原徹） （2年連続2回目） キャイ〜ン（ウド鈴木・天野ひろゆき） （2年連続2回目） ココリコ（遠藤章造・田中直樹） （2年連続2回目） 山口智充 (DonDokoDon)（2年連続2回目） ロンドンブーツ1号2号（田村淳・田村亮）（2年連続2回目） |

### シャッフルコンビ
記載はエントリー順。ボケとツッコミは主な担当。☆が優勝コンビ。
| 順 | ボケ     | ツッコミ     | 内容 |
| -- | -------- | ------------ | --- |
| 1☆ | 田村淳   | 浜田雅功     | オーディションを受けに来た東京都出身の俳優（浜田）にプロデューサー（淳）が演技指導をするコント。淳がアドリブで無理難題を浜田に押し付けた。打ち合わせの3時間は他コンビの控室を回るなど終始余裕の表情で過ごし、シチュエーションのみ設定してぶっつけ本番でネタを披露。 |
| 2  | 山口智充 | 天野ひろゆき | 空港の警護員（山口）と客（天野）のコント。 |
| 3  | 宮迫博之 | 田村亮       | 唯一の漫才。漫才に必要ない要素を、宮迫が実践して亮に教えるというネタ。 |
| 4  | ウド鈴木 | 出川哲朗     | 政治家（出川）とその秘書（ウド）のコント。しかしウドが途中台詞を噛んでしまう場面も多く、志村・北島からは「ノーコメントでお願いします」と言われてしまった。 |
| 5  | 松本人志 | 三村マサカズ | こけし職人（松本）を取材する三村によるコント。スロースタート後、盛り上がりも見せたが最終的には消化不良なオチに会場からブーイングが起こってしまい、司会が2人は休憩もせずに3時間ずっとネタ作りに取り組んでいたと説明したところ更なるブーイングが起こった。ネタ後、出演者席で浜田がとてつもなく臭いオナラをして爆笑を獲ったことに松本は「俺らのネタは浜田の屁以下か!」と激怒した。 |
| 6  | 田中直樹 | 蛍原徹       | デパートの従業員（田中）と迷子（蛍原）のコント。 |
| 7  | 大竹一樹 | 遠藤章造     | 飼い猫が土管の中に入ってしまった遠藤と、その猫の救出を手伝うレスキュー大竹のコント。 |

## 第3回（2007年）
- 2006年12月23日収録。組み合わせ抽選がくじ引きから「フィーリングカップル」形式に変更され、各人の希望が人選にある程度反映される形となった。司会は浜田雅功と竹内香苗（TBSアナウンサー）
- 先述通り、この年から賞金が無くなり、優勝は「ベストカップル賞」と改められた。
- 前回出場の浜田雅功（ダウンタウン）は司会復帰し、前々回出場のガレッジセールが2度目の出場。活躍した若手枠として「ニューカマー枠」が設けられタカアンドトシ、これまで審査員を務めた志村けんが初出場した。
- 抽選会において志村がボケチームに入ったため、本来ボケチームであった田村淳がツッコミチームに移動。その結果、ロンドンブーツ1号2号は両者ともツッコミとして参戦する形になった。

| 放送日           | 2007年1月4日 21:00-23:24放送。 |
| 司会者           | 浜田雅功（ダウンタウン） 小林麻耶（TBSアナウンサー） |
| 審査員           | 森光子 朝青龍明徳 黒谷友香 |
| 控え室レポーター | 青木裕子 （TBSアナウンサー） |
| 視聴率           | 関東地区:17.2% 関西地区:18.9% |
| 出場者           | 志村けん（初） 松本人志（ダウンタウン）（2年連続2回目） 出川哲朗（3年連続3回目） さまぁ〜ず（大竹一樹・三村マサカズ）（3年連続3回目） 雨上がり決死隊（宮迫博之・蛍原徹）（3年連続3回目） キャイ〜ン（ウド鈴木・天野ひろゆき）（3年連続3回目） ココリコ（遠藤章造・田中直樹）（3年連続3回目） 山口智充 (DonDokoDon)（3年連続3回目） ロンドンブーツ1号2号（田村淳・田村亮）（3年連続3回目） タカアンドトシ（タカ・トシ）（初） ガレッジセール（川田・ゴリ）（2年ぶり2回目） |

フィーリングカップルの結果
ゼロ回目（組みたくない人）
ボケ全員→出川
出川→志村
一回目
ウド→天野×
宮迫→三村×
三村→志村 成立
二回目
亮→松本×
淳→大竹×
大竹→トシ×
トシ→松本 成立
ゴリ→天野×
天野→田中 成立
宮迫・山口→遠藤
山口・遠藤 成立
三回目
出川→タカ×
タカ→蛍原 成立
淳→大竹×
大竹→亮 成立
宮迫→川田 成立
四回目
ウド・ゴリ→淳
ウド・淳 成立
余り
ゴリ・出川 成立

### シャッフルコンビ
記載はエントリー順。ボケとツッコミは主な担当。☆がベストカップル賞。
| 順 | ボケ     | ツッコミ     | 内容 |
| -- | -------- | ------------ | --- |
| 1  | 宮迫博之 | 川田         | 川田が「モツ鍋、鶏鍋、渡辺」というボケを繰り返し、それに対して木村拓哉やトム・クルーズがツッコんだらどうなるかを宮迫が演じる漫才。 |
| 2  | 田中直樹 | 天野ひろゆき | 全校児童が1人という田舎の小学校にテレビ局のスタッフ（天野）が取材に訪れ、唯一の児童（田中）が1人しかいないことによって生じる不都合を列挙していくコント。 |
| 3  | タカ     | 蛍原徹       | ネタ作りはタカ主導で、タカアンドトシのネタに近い漫才。 |
| 4☆ | 志村けん | 三村マサカズ | フィーリングカップルで相思相愛だったコンビで、志村けんの往年のネタをリメイクし、三村のテイストが加えられた「けんちゃんの健康牛乳」「ミムちゃんの健康スイカ」として披露。CM撮影を舞台とし、ディレクター（三村）が新人（志村）をいびるという構図になっており、アシスタント役として小林アナを起用（セリフは「新発売、○○ちゃんの健康××!」程度で、ほとんどなし）した。ディレクター側に回った三村が志村をメガホンで叩くのを一瞬躊躇するなどの場面もあり、前年の淳-浜田組を彷彿とさせた。三村は第1回大会以来2度目の優勝を果たし、史上初の複数回優勝経験者となった。 |
| 5  | 山口智充 | 遠藤章造     | 保父（遠藤）と幼稚園児（山口）という設定で、園児とは思えないものまねなどを披露するコント。 |
| 6  | 大竹一樹 | 田村亮       | 古臭い二枚目顔だといじめられている小学生（亮）に対し、元トレーナー(?)の酔っ払ったおっさん（大竹）が的外れなボクシングトレーニングを行うというコント。 |
| 7  | ゴリ     | 出川哲朗     | 教師（ゴリ）と不良生徒（出川）のコント。途中で出川が噛むなど、ゴリが心配していた展開が当てはまってしまった。 |
| 8  | 松本人志 | トシ         | トシのツッコミ「欧米か!」をベースに、「『あ』研究家」など往年のダウンタウンのネタを織り交ぜた漫才。審査員である森からは「完成度が高すぎて」と評価を受け、黒谷が「こんな松本さんを見るのは初めてで、凄く新鮮で楽しかったです」と語ると浜田は「それは気持ちアガってたからやね」と解説した。 |
| 9  | ウド鈴木 | 田村淳       | 進路相談のシチュエーションで、教師（淳）と生徒の父親（ウド）のコント。人数の関係上、本来はボケのはずの淳が「番組とかガンガン仕切ってるから（浜田）」という理由で急遽ツッコミに回され、ネタでは初めてツッコミをやった。 |

## 第4回（2008年）
- TBS砧スタジオにて2007年12月22日収録。
- 前回出場した志村けんは審査員に復帰。常連の山口智充、前回出場のタカアンドトシは欠場。初出場組として千原兄弟、堀内健（ネプチューン）、ハリセンボンが出場。初の女性参加者となったハリセンボンはコンビで「ツッコミチーム」に入る。
- ロンドンブーツ1号2号は、前回人数とメンバーの都合で急遽淳がツッコミに回りコンビで共にツッコミを担当するというパターンとなったのに対し、今回はなぜかボケとツッコミの担当が完全に入れ替わった。

| 放送日 | 2008年1月5日 21:00-23:24放送。 |
| 司会者 | 浜田雅功（ダウンタウン） 竹内香苗（TBSアナウンサー） |
| 審査員 | 志村けん 郷ひろみ 白鵬翔 原沙知絵 片瀬那奈 |
| 視聴率 | 関東地区:15.3% 関西地区:17.3% |
| 出場者 | 松本人志（ダウンタウン）（3年連続3回目） 出川哲朗（4年連続4回目） さまぁ〜ず（三村マサカズ・大竹一樹）（4年連続4回目） 雨上がり決死隊（宮迫博之・蛍原徹）4年連続4回目） 千原兄弟（千原ジュニア・千原せいじ）（初） 堀内健（ネプチューン）（初） キャイ〜ン（ウド鈴木・天野ひろゆき）（4年連続4回目） ココリコ（遠藤章造・田中直樹）（4年連続4回目） ロンドンブーツ1号2号（田村淳・田村亮）（4年連続4回目） ガレッジセール（川田・ゴリ）（2年連続3回目） ハリセンボン（近藤春菜・箕輪はるか）（初） |

フィーリングカップルの結果
一回目
宮迫→三村　不成立
淳・天野・蛍原・三村→堀内
堀内・蛍原  成立
ゴリ→遠藤　不成立
二回目
ジュニア・ゴリ・ウド→遠藤　不成立
遠藤→宮迫　不成立
宮迫→三村　不成立
ハリセンボン→亮  成立
出川→大竹  成立
三回目
ゴリ→遠藤　不成立
遠藤・三村→宮迫
宮迫・三村  成立
ジュニア→淳　不成立
淳・川田→田中
田中・川田  成立
天野→松本　不成立
松本→せいじ  成立
四回目
ウド・ゴリ・ジュニア→遠藤
ゴリ→遠藤  成立
コンビ同士は組めないので
ジュニア・天野  成立
ウド・淳（2回目）  成立

### シャッフルコンビ
記載はエントリー順。ボケとツッコミは主な担当。☆がベストカップル賞。
| 順 | ボケ         | ツッコミ     | 内容 |
| -- | ------------ | ------------ | --- |
| 1  | 田中直樹     | 川田広樹     | 猫に襲われた鳩を助けた川田が、人間へ変身した鳩（田中）の恩返しを受けるも鳩の的外れな恩返しに翻弄されるコント。 |
| 2  | 千原ジュニア | 天野ひろゆき | 弱小野球部の監督（天野）が部員達を叱咤し、女校医（ジュニア）がそれに一言ボケで対応するコント。一部分でジュニアが何度も噛み、天野はその都度やり直させた。 |
| 3  | 堀内健       | 蛍原徹       | 定年間近の老教師（蛍原）と体育教師（堀内）のコント。堀内はフィーリングカップル時に「コント」と「漫才」のどちらをやりたいかと聞かれた際、「歌」と宣言した。 |
| 4  | ゴリ         | 遠藤章造     | 今までドリームマッチでは誰もやっていなかったショートコントに挑戦し、徹底的に「バカ」にこだわったショートコントを披露した。 |
| 5  | 田村亮       | ハリセンボン | ドリームマッチ初となるトリオでの挑戦。ボンデージを着たチャーリーズ・エンジェル風の3人が敵基地への潜入方法を算段するコント。昨年・今年と淳がツッコミ側に回ったのを受け、はっきりと亮をボケに据えてのネタであったがその亮が「ぽたぽた焼き」を噛むなどのミスでペースを乱す場面もあった。 |
| 6☆ | 大竹一樹     | 出川哲朗     | マンションから夜逃げしようとする客（出川）と、ハチャメチャな夜逃げ屋（大竹）のコント。大竹が「4回目だからたまにはハズレを引いてみようと思った」ことで実現したコンビ。「吉と出るか凶と出るか」などと言われたが、結果は優勝。発表の際、出川は「大竹のおかげ」と号泣した。               |
| 7  | 松本人志     | 千原せいじ   | 松本の希望でコントに挑戦。韓国のアイドルデュオに扮し、本格派の歌手への脱却を図ろうとするせいじとそれに反対する松本の掛け合いを描いた。松本は「もっと作りこめばもっと完成度が高くなって面白くなるコント」と自画自賛するほどの自信作とした。                                            |
| 8  | ウド鈴木     | 田村淳       | 去年と同じ顔合わせとなった2人。風邪を引いた患者（淳）が医師（ウド）の診察を受けるコント。淳は「2年連続でこのモンスターと対峙するのイヤだ!」と最初は嫌がったが、2回目の効果か息の合ったコントを見せた。                                                                                |
| 9  | 宮迫博之     | 三村マサカズ | メンタルクリニックにやってきたサラリーマン（三村）が、アクションの大袈裟な医師（宮迫）の心理テストを受けるコント。 |

## 第5回（2009年）
- 史上最多となる20人が出場。うち過半数の7組12名が初出場で初出場同士のコンビも3組誕生した。
- 今回は内村光良（ウッチャンナンチャン）をはじめバッファロー吾郎、世界のナベアツ（ジャリズム）、TKO、そして若手芸人祭り(後述)に出場したバナナマン、次長課長、ブラックマヨネーズが初出場した。
- 常連である出川哲朗、ココリコ、ロンドンブーツ1号2号、ガレッジセールが欠場、前回出場した千原兄弟、ハリセンボンも出場していない。堀内健は本来ボケだが、今回は「ツッコミチーム」として参加。
- 収録は2008年12月20日。初のハイビジョン制作。

| 放送日 | 2009年1月3日 21:00 - 23:48放送。 |
| 司会者 | 浜田雅功（ダウンタウン） 竹内香苗（TBSアナウンサー） |
| 審査員 | 志村けん 岡島秀樹 香里奈 小林麻央 DAIGO |
| 視聴率 | 関東地区:14.0% 関西地区:16.1% |
| 出場者 | 松本人志（ダウンタウン）（4年連続4回目） 内村光良（ウッチャンナンチャン）（初） さまぁ〜ず（大竹一樹・三村マサカズ）（5年連続5回目） 雨上がり決死隊（宮迫博之・蛍原徹）（5年連続5回目） バッファロー吾郎（木村明浩・竹若元博）（初） 堀内健（ネプチューン）（2年連続2回目） キャイ〜ン（ウド鈴木・天野ひろゆき） （5年連続5回目） 世界のナベアツ（ジャリズム）（初） TKO（木本武宏・木下隆行）（初） バナナマン（設楽統・日村勇紀）（初） 次長課長（河本準一・井上聡）（初） ブラックマヨネーズ（小杉竜一・吉田敬）（初） |

フィーリングカップルの結果
一回目
木本・小杉→松本　不成立
松本→堀内　不成立
堀内→ウド　不成立
二回目
ウド→内村　不成立
内村→大竹　不成立
大竹→小杉  成立
三回目
内村→ウド　不成立
ウド→井上　不成立
井上→ナベアツ　不成立
ナベアツ・木下・河本→三村
木下・三村  成立
四回目
宮迫・河本・竹若→日村
竹若・日村  成立
ナベアツ→木村  成立
ウド→内村　不成立
内村・堀内→松本
松本・内村  成立
五回目
蛍原・天野→設楽
設楽・蛍原  成立
六回目
ウド・河本・宮迫→堀内
宮迫・堀内  成立
吉田→天野  成立
コンビ同士は組めないので
ウド・井上  成立
河本・木本  成立

### シャッフルコンビ
記載はエントリー順。ボケとツッコミは主な担当。☆がベストカップル賞。○は初出場同士のコンビ
| 順  | ボケ           | ツッコミ     | 内容 |
| --- | -------------- | ------------ | --- |
| 1   | 吉田敬         | 天野ひろゆき | 「M-1王者として絶対に漫才がやりたい。俺がやらな、誰がやるねん!」と徹底的にこだわった吉田と天野による、葬儀屋を舞台とした漫才。 |
| 2 ○ | 竹若元博       | 日村勇紀     | キングオブコントの初代王者と準優勝のコンビ。「世界漢字王決定戦」に向けて的外れな指導をする師匠（竹若）と、とにかく盲目的に従うしかない弟子（日村）のコント。 |
| 3   | 宮迫博之       | 堀内健       | 堀内がツッコミというある意味革新的なコンビによる漫才だが、堀内が練習と全く違うことをやり始める・結局宮迫がツッコミを行うなど波乱含みだったが、志村曰く「最後まで優勝候補だった」。 |
| 4   | 設楽統         | 蛍原徹       | 下着メーカーで働く先輩社員（蛍原）が、後輩（設楽）に授業参観での娘の作文を直す相談をするが、アドバイスがどこかズレ続けるというコント。設楽は「ネタ合わせの際、蛍原さんの生尻を見て思いついた」と語った。 |
| 5   | 大竹一樹       | 小杉竜一     | 「宿題レスキュー」を名乗るおじさん（大竹）に小学生（小杉）が宿題の自由研究を頼むも、奇妙なものばかりを提案され結局全く宿題が進まないというコント。志村によると「宮迫・堀内組共々、最後まで優勝候補だった」。 |
| 6 ○ | 河本準一       | 木本武宏     | 墓場へ肝試しに来た木本と、妙にノリの軽い幽霊（河本）のコント。河本は1時間という驚異的なスピードでネタを書き上げた。 |
| 7 ○ | 世界のナベアツ | 木村明浩     | 輪ゴム工場の職員（木村）が「輪ゴムオタク」と称する不審者（ナベアツ）を捕まえ、輪ゴムにまつわる奇行を木村が諫めるコント。「キングオブコント王者」として期待を寄せられていた木村に、終了後ナベアツは「失望しました」とコメントした。 |
| 8☆  | 松本人志       | 内村光良     | 刑事コント。「太陽にほえろ!」よろしく、両者が演じる様々な刑事が応援に駆けつけては殉職し、生き残った方が悼むというもの。ネタの最後にはカーテンコールを「キネマの天地」に乗せて行なった。『夢で逢えたら』以来約20年ぶりのコント共演。最年長であることや他コンビから「レジェンド」なコンビと讃えられ、ネタ合わせの際にも宮迫に「学生の時分に『夢で逢えたら』の大ファンだったんで、ただの興味本位です」と様子を覗き見された。「レジェンド」と呼ばれたことなどのプレッシャーを感じながら、多数のキャラやスチール写真を用意するなど入念な準備を行なっていたことが評価された。 |
| 9   | 木下隆行       | 三村マサカズ | 催眠術師（三村）が自らの催眠ショーの観客の中に弟（木下）を紛れ込ませ、ヤラセを働くコント。初参戦で焦る木下と対照的に2度の優勝経験者として余裕を見せた三村が、練習不足で「イッツァ催眠ワールド!」のセリフを2回も噛む（なぜか「イッツァサムライワールド」と言った）などのミスを連発し、グダグダな内容となってしまった。余談だが、2004年2月放送の内村プロデュース「復活シャッフルコンビをプロデュース」で2人はコンビを組んでいる。 |
| 10  | ウド鈴木       | 井上聡       | 携帯ショップへ機種変更にやってきた客（ウド）と店員（井上）のコント。ウドのキャラを井上が巧みに操り、浜田からは「一番不安だったけど、結構どうにかなってた」と評された。 |

## 第6回（2010年）
- 過去最長の5時間の放送となり、番組の合間では過去5年間の優勝ネタも一挙放送された。
- 史上最多の31人が出場。そのうちFUJIWARA、ケンドーコバヤシ、おぎやはぎ、サンドウィッチマン、チュートリアル、フットボールアワー、オードリー、NON STYLE、友近、東京03、ロッチの11組21名が初出場となる(おぎやはぎ・フットボールアワーは2008年、オードリー・NON STYLEは2009年の若手芸人祭りに出場経験がある)。
- この回から松本はダウンタウンとして司会へ復帰。第1回からの常連組も欠場し、若手から中堅芸人を中心としたメンバーで行われるようになったため松本は方正に「あのメンバーの何がドリームなんですか」と言われた事を語っていた(2011年10月9日放送『ダウンタウンのガキの使いやあらへんで!!』より)。ハリセンボン、東京03はいずれも一人扱いである。
- シャッフルコンビ決めは事前に行い、ネタ合わせ収録まで1週間与えられた。
- 最優秀コンビ賞は、審査員の意見が木下隆行・井上裕介と千原ジュニア・コカドケンタロウの2組で分かれ、最終的に審査員の決選投票によって千原ジュニア・コカドケンタロウのコンビに最優秀コンビ賞が与えられた。

| 放送日 | 2010年1月2日 18:30 - 23:30放送。 |
| 司会者 | ダウンタウン |
| 審査員 | 志村けん 上田桃子 北乃きい 佐藤健 西山茉希 マツコ・デラックス 三浦春馬 |
| 視聴率 | 関東地区:12.7% |
| 出場者 | 千原兄弟（千原ジュニア・千原せいじ）（2年ぶり2回目） FUJIWARA（原西孝幸・藤本敏史）（初） TKO（木本武宏・木下隆行）（2年連続2回目） ケンドーコバヤシ（初） バナナマン（設楽統・日村勇紀）（2年連続2回目） 東京03（豊本明長・飯塚悟志・角田晃広）（初） 次長課長（河本準一・井上聡）（2年連続2回目) チュートリアル（徳井義実・福田充徳）（初） フットボールアワー（岩尾望・後藤輝基）（初） ロッチ（コカドケンタロウ・中岡創一）（初） おぎやはぎ（小木博明・矢作兼）（初） サンドウィッチマン（伊達みきお・富澤たけし）（初） オードリー（若林正恭・春日俊彰）（初） NON STYLE（石田明・井上裕介）（初） 友近（初） ハリセンボン（近藤春菜・箕輪はるか）（2年ぶり2回目） |

フィーリングカップルの結果
一回目
春日・中岡→ケンコバ×
ケンコバ・矢作→設楽
設楽・矢作  成立
石田→日村×
日村→原西×
福田・若林→河本×
河本→せいじ×
二回目
原西・木下・友近・小木・石田・東京03→伊達
東京03・伊達  成立
中岡→井上聡  成立
三回目
ジュニア・友近・河本→若林×
若林・せいじ・藤本・木本→富澤
富澤・藤本  成立
四回目
岩尾→コカド×
コカド→ジュニア  成立
せいじ・若林→河本
河本・せいじ  成立
木下→後藤×
後藤→徳井  成立
五回目
ハリセンボン→春日×
春日→ケンコバ×
ケンコバ→友近×
友近→若林  成立
六回目
岩尾→日村×
日村→原西  成立
福田→小木×
小木→木本  成立
木下→井上  成立
七回目
ハリセンボン→春日×
春日→ケンコバ  成立
岩尾・石田→福田
石田・福田  成立
余り
岩尾・ハリセンボン  成立

### シャッフルコンビ
記載はエントリー順。ボケとツッコミは主な担当。☆が最優秀コンビ賞。○印は初出場同士のコンビ
| 順   | ボケ         | ツッコミ         | 内容 |
| ---- | ------------ | ---------------- | --- |
| 1 ○  | 富澤たけし   | 藤本敏史         | 仕事で大阪行きの飛行機に乗る藤本と、キャビンアテンダント（富澤）によるコント。リハーサルでは一番ウケが良かったらしいが本番では藤本が緊張気味であったことを指摘され、「トップバッターなんだからこれぐらいが丁度良い」と釈明した。 |
| 2    | 設楽統       | 矢作兼           | 「ちょっとイラつく友人を関係を崩さずに傷つける方法」として、ショートネタを連続させたコント。最初に決まったコンビであり、お互いに「芯がある」「面白くないと思うネタを書くはずがない」などとネタ作りの前にひとしきり褒め合った。 |
| 3 ○  | 友近         | 若林正恭         | 高校の同窓会を題材にした漫才。若林曰く「相方が相方なのでスペシャリストと組んでみたかった」。友近に威圧感があり年上でもあるため、芸歴では1年先輩に当たる若林の方が常に敬語で接していたという。 |
| 4    | 河本準一     | 千原せいじ       | 本来とはボケ・ツッコミが逆のコンビである。妖怪「せいじ」と小学生（河本）のコント。関東の芸人と組みたかったせいじの「関東といえば妖怪」という奇妙なイメージからネタが生まれた。終盤は楽屋ネタの畳み掛けでオチらしいオチがなく終わったこともあり、審査員からは「よくわからなかった」と言われてしまった。今回唯一の複数回出場者同士のコンビ。 |
| 5 ○  | 石田明       | 福田充徳         | 交番の巡査（福田）と、福田のストーカーと化した不気味な女（石田）によるコント。M-1王者同士のコンビだが2人とも自らを「逃げ腰の達人」と称するほど弱気で、「観客にハードルを上げられたくない」という思いから漫才を避けコントにした。また、コントのネタは石田の実体験を基にしているという。 |
| 6 ○  | 東京03       | 伊達みきお       | 2009年のキングオブコント優勝と準優勝による、「世間を偽る仮の姿」での生活を優先するあまり職務をたらい回しにするエージェントを題材にしたコント。東京03は伊達を選んだ理由を「自分たちは地味なので金髪が欲しかった」ためとした。出来に対して芸人席からは感嘆の声が上がるも、審査員の志村からは「話は良く出来ていたが笑いが少なかった」と評価されてしまった。ちなみに東京03はこの放送から11年後の2021年に開催した単独公演「ヤな因果」の追加公演内において、日替わりゲストであるおぎやはぎと大水洋介（ラバーガール）を客演に迎えてこの「世間を偽る仮の姿」ネタを披露している。 |
| 7 ○  | 徳井義実     | 後藤輝基         | コント漫才をしようと設定を考えるが、いちいち文句をつけたり混ぜっ返して先に進まない徳井と、それにイラつく後藤の掛け合い漫才。「M-1王者同士のコンビなんだから漫才でなければ期待に応えられない」という考えから漫才を選んだ。ノリに任せて15分にも亘ってやり続けたため放送では大幅にカットされ、コメントを求められたせいじも「いや面白かったよ、ただ長い!」と一刀両断した。 |
| 8    | 中岡創一     | 井上聡           | ハローワークの職員（井上）と、新しい靴を買うため相談しに来た求職者（中岡）のコント。井上はウド鈴木、エド・はるみに続き変人に対応する受付という役柄で、相方の河本は「猛獣使い」と称した。 |
| 9    | 岩尾望       | ハリセンボン     | そば屋の店員（近藤）と、人間に姿を変えて近藤へ恩返しに来た鶴のつがい（岩尾・箕輪）のコント。残った者同士の組ということでテンションの上がらぬまま最初の打ち合わせは終了したが、ハリセンボンのM-1出場と重なったためネタ作りは全編岩尾が引き受けた。 |
| 10   | 原西孝幸     | 日村勇紀         | ハンバーガーショップの店員（日村）とアルバイト希望者（原西）のコント。元々バナナマンのネタは明確にボケ・ツッコミというポジションが分けられることが少なく、日村は原西の求める「キレのあるツッコミ」がなかなかできず打ち合わせは難航したが、本番では浜田から「日村、こんなに声大きかったっけ」と言われるほど全身全霊のツッコミを見せた。 |
| 11 ○ | 春日俊彰     | ケンドーコバヤシ | フランクなベビーフェイス覆面レスラー「マスクド・スプリングデー（春日）」と、表ではビッグマウスだが裏では低姿勢なヒールレスラー（ケンコバ）による記者会見と会見後のコント。他コンビの打ち合わせを邪魔して回るというパフォーマンス後、自分たちの打ち合わせは真剣に行なったが審査員の志村からは「期待しすぎた」と言われてしまった。 |
| 12   | 小木博明     | 木本武宏         | 動物園の飼育係（木本）と、クーラーの修理に来ながらライオンの檻を異常に警戒する業者（小木）のコント。矢作からは「一生懸命やってるのにスベってる小木が可哀想だった」と言われる結果に終わった。 |
| 13☆  | 千原ジュニア | コカドケンタロウ | CMマネージャー（コカド）と、態度は最悪だが仕事はキッチリこなす人気女優（ジュニア）によるCM撮影風景のコント。ジュニアはしゃべったことがない相手という理由でコカドを選び、コカドは自分のNSC時代のカリスマと組めるのはまさにドリームだと敬意を示した。焼肉などで親睦を深めつつ、彼女がいない者同士ということでクリスマスに打ち合わせを行なった。 |
| 14   | 木下隆行     | 井上裕介         | カバーソング歌手（井上）がライブ終了後、相方（木下）がライブ中にしでかした奇天烈なミスに不満をぶちまけるコント。年齢・身長・体重と差の激しい2人だったが、唯一とも言える共通点の歌からネタを思いつく。審査員の上田には「トリにふさわしい」、志村には「素直に楽しかった」と評された。 |

## 第7回（2011年）
- 今回は川島邦裕（野性爆弾）、サバンナ、椿鬼奴、キングオブコメディ、ピースの5組8名が初出場(キングオブコメディは2009年の若手芸人祭りに出場経験がある)。
- 川島邦裕（野性爆弾）と椿鬼奴は新たに設置された「一か八か枠」として出場、ピン芸人である鬼奴はツッコミ枠へまわった。
- また、放送の合間で第3回（2007年）の松本×トシの回が放送された。

| 放送日 | 2011年1月1日 21:00 - 23:54 放送。 |
| 司会者 | ダウンタウン |
| 審査員 | 志村けん 北川景子 佐藤健 川越達也 佐々木希 渡部陽一 |
| 視聴率 | 関東地区:12.3%。 |
| 出場者 | TKO（木本武宏・木下隆行）（3年連続3回目） バナナマン（設楽統・日村勇紀）（3年連続3回目） サバンナ（八木真澄・高橋茂雄）（初） 川島邦裕（野性爆弾）（初） フットボールアワー（岩尾望・後藤輝基）（2年連続2回目） ロッチ（コカドケンタロウ・中岡創一）（2年連続2回目) おぎやはぎ（小木博明・矢作兼）（2年連続2回目） サンドウィッチマン（伊達みきお・富澤たけし）（2年連続2回目） キングオブコメディ（高橋健一・今野浩喜）（初) 椿鬼奴（初） ピース（又吉直樹・綾部祐二）（初） |

フィーリングカップルの結果
一回目
日村・八木・矢作・高橋→川島×
川島→伊達×
伊達→小木  成立
二回目
コカド→岩尾×
高橋・富澤・中岡→後藤
富澤・後藤  成立
三回目
日村・高橋→川島×
川島→矢作  成立
コカド・鬼奴→岩尾
岩尾・コカド  成立
四回目
設楽→高橋  成立
今野→日村  成立
又吉・中岡→鬼奴×
綾部・鬼奴→木下
木下・綾部  成立
木本→高橋  成立
五回目
又吉・中岡→鬼奴
中岡・鬼奴成立
余り
又吉・八木  成立

### シャッフルコンビ
記載はエントリー順。ボケとツッコミは主な担当。☆がベストカップル賞。○印は初出場同士のコンビ
| 順  | ボケ       | ツッコミ         | 内容 |
| --- | ---------- | ---------------- | --- |
| 1   | 木下隆行   | 綾部祐二         | 商店街のイベント準備を行うコント。前年のキングオブコント準優勝と3位によるコンビ。 |
| 2   | 設楽統     | 高橋健一         | プロポーズの言葉を練習する高橋と、それを聞いておかしなアドバイスをする設楽のコント。一部ネタの流れはバナナマンの既存のコントを踏襲している。ちなみに双方の相方である日村と今野も一緒にコンビを組んだため、お互いの相方が丁度入れ替わる形となった。                                      |
| 3   | 岩尾望     | コカドケンタロウ | 桃太郎の鬼退治に誘われた犬（コカド）と、その先輩で誘われなかった猫（岩尾）によるコント。2人はコカドが吉本所属だった当時の同期で、一緒の舞台に立つのはおよそ15年ぶり。それぞれ着ぐるみを着用しながらネタを演じたが、岩尾はネタ後に松本から「着ぐるみを着てもかわいくない」とイジられた。 |
| 4   | 中岡創一   | 椿鬼奴           | ドラマ「素顔のままで」のパロディコント。ネタ中に鬼奴が歌を入れる事を提案するが、中岡はその歌を知らずネタ以外に歌の練習もする羽目になった。 |
| 5☆  | 富澤たけし | 後藤輝基         | 結婚して親に挨拶をして子供が産まれたらという設定での漫才で、今回唯一の漫才での出場。M-1王者同士のプレッシャーからコントも検討していたが悩んだ末に漫才で臨んだ。ネタは富澤が作成。優勝後のコメントで後藤・富澤共に、このコンビで営業廻りできると発言していた。                           |
| 6 ○ | 又吉直樹   | 八木真澄         | 実家で喫茶店を始めたニート（又吉）と客（八木）のコント。売れ残り同士のコンビで八木に至っては一度も指名されなかったため、普段のイメージを覆すツッコミを見せると意気込んでいたが又吉の薦めた漫才は「あんな環境は自分にはできない」と拒否していた。                                        |
| 7   | 小木博明   | 伊達みきお       | 公演直前の練習を行うマジシャン（小木）と弟子（伊達）によるコント。伊達は漫才をやりたがったが小木が反対してコントになった。ネタの最後には脱出マジックを実際に披露しており、小木はマジックの練習に4日も費やした。                                                                         |
| 8   | 今野浩喜   | 日村勇紀         | 銀行強盗を計画していた日村と、遅れてきた今野によるコント。共にブサイクキャラである事を活かしたボケも放ったが、イマイチウケなかったのをダウンタウンだけでなく日村自身も自虐ネタにしていた。ネタの中にはバナナマンのコントで使っているセリフや動きがある。                                |
| 9   | 高橋茂雄   | 木本武宏         | 銀行強盗（高橋）と客（木本）のコント。高橋は太鼓持ち芸人故に練習嫌いの木本へ合わせようとするが、かえって打ち合わせがあまりできずネタはほぼ高橋が作った。 |
| 10  | 川島邦裕   | 矢作兼           | 山に住む歳を取らない男（川島）を取材しに来た矢作のコント。ネタ中に窓や鎧など様々な小道具を使った為、美術費に130万円もかかった。 |

## 第8回（2012年）
- 今年はロバート、インパルス、渡辺直美、黒沢かずこ(森三中)、2700の6組10名が初出場(ロバートは2009年の若手芸人祭りに出場経験がある)。
- 「一か八か枠」は「黒沢かずこ」(森三中)と「2700」。2700は2人で1組としてボケ担当へまわる。

| 放送日 | 2012年1月1日 21:00 - 23:54 放送。 |
| 司会者 | ダウンタウン |
| 審査員 | 志村けん 榮倉奈々 亀田興毅 菜々緒 平岡祐太 |
| 視聴率 | 関東地区:11.9%。 |
| 出場者 | TKO（木本武宏・木下隆行）（4年連続4回目） 小籔千豊 (初) サバンナ（八木真澄・高橋茂雄）（2年連続2回目） ロッチ（コカドケンタロウ・中岡創一）（3年連続3回目） サンドウィッチマン（伊達みきお・富澤たけし）（3年連続3回目） ロバート（山本博・秋山竜次・馬場裕之）（初） インパルス（堤下敦・板倉俊之）（初） 黒沢かずこ（森三中）（初） ピース（又吉直樹・綾部祐二）（2年連続2回目） 友近（2年ぶり2回目) 2700（八十島・ツネ）（初） 渡辺直美（初） |

フィーリングカップルの結果
一回目
2700・中岡・富澤・板倉・渡辺・秋山・友近→小籔
秋山・小籔  成立
伊達→又吉×
又吉→コカド×
コカド・山本→木下
木下・コカド  成立
二回目
友近・渡辺・板倉・又吉・中岡・2700→伊達
板倉・伊達  成立
富澤→堤下  成立
三回目
木本・黒沢→又吉
又吉・黒沢  成立
綾部→高橋×
高橋・友近・渡辺→山本
高橋・山本  成立
八木→2700  成立
四回目
綾部→渡辺×
友近・渡辺・中岡→馬場
中岡・馬場  成立
五回目
直美→木本×
木本・綾部→友近
友近・綾部  成立
余り
直美・木本  成立

### シャッフルコンビ
記載はエントリー順。ボケとツッコミは主な担当。色付きがベストカップル賞。☆印は初出場同士のコンビ
| 順 | ボケ       | ツッコミ         | 内容 |
| -- | ---------- | ---------------- | --- |
| 1  | 木下隆行   | コカドケンタロウ | 大物演歌歌手（木下）が番組収録でバンジージャンプに挑戦するも上手くいかずAD（コカド）が苦戦するコント。 |
| 2  | 高橋茂雄   | 山本博           | ロバート山本のファンである中学生（高橋）が、同級生のお別れ会の余興を山本に頼み込むコント。ネタ中に高橋が山本に対して発した『ロバ山さん』というアダ名が審査員の口からもつい出てしまうなど、独特の表現が伝染する様子も映された。 |
| 3  | 渡辺直美   | 木本武宏         | ホテル宿泊中の木本がマッサージを頼むと、性別が分からない渡辺が来て施すコント。曲に合わせてコミカルに施術していく渡辺の動きに木本が鋭くツッコむスタイルが上手く噛み合い、終始爆笑を掻っ攫っていた。フィーリングカップルにおいて最後まで売れ残ってしまった2人で、カップル成立直後は終始気まずい空気が流れ互いに目も合わせられない程であった。更に16歳も年の差が離れており当初はネタ合わせも噛み合わなかったが、渡辺が木本にタイ料理を差し出した事によって距離が縮まり親睦を深めていった。 |
| 4  | 富澤たけし | 堤下敦           | 漫才。ネタ作りは富澤が担当し、呼吸の合ったレベルの高い仕上がりとなる。予選ではサンドウィッチマンとインパルスが交互に入れ替わる形になっている。 |
| 5  | 黒沢かずこ | 又吉直樹         | 母さんを探しに来た子鬼（又吉）と村のバアさん（黒沢）によるコント。黒沢はツッコミを希望していたらしいが、結局ボケ担当になる。 |
| 6  | 友近       | 綾部祐二         | 伝統芸能の大御所（友近）が何かと官能的に弟子（綾部）を誘うコント。友近の深く追及したコントのため、ネタ中に使用した無花果は時期外れでどうにか農家を探し出して取り寄せたもので、友近が「無花果が無いのであればこのコントはやめましょう」と言い放つほどだった。 |
| 7☆ | 秋山竜次   | 小籔千豊         | ロボット研究部へ所属する秋山に呼び出された小籔が、興味のないロボットコンテストになぜか出場させられるコント。 |
| 8  | 板倉俊之   | 伊達みきお       | 雪山で遭難してしまった伊達がかろうじて避難した小屋が、極端に人と接するのが苦手な板倉の住む家だったコント。 |
| 9  | 中岡創一   | 馬場裕之         | ロック・クライミング教室に通う生徒（中岡）とコーチ（馬場）のコント。共にネタ作りを担当していない2人のためボケとツッコミがない内容となっている。 |
| 10 | 2700       | 八木真澄         | 2700の音楽ネタをベースにした、八木とツネがプロレス風の競技で対戦し八十島が歌って紹介するコント。ボケのみでツッコミが存在しない。 |

## 第9回（2013年）
- 今年はジャルジャル、笑い飯、バイきんぐ、ドランクドラゴン、スギちゃん、たむらけんじの6組10名が初出場。
- 「一か八か枠」は「スギちゃん」と「たむらけんじ」。

| 放送日 | 2013年1月1日 21:00 - 23:43 放送。 |
| 司会者 | ダウンタウン |
| 審査員 | 志村けん 栗山千明 佐藤健 上原浩治 立石諒 ローラ 栗原類 |
| 視聴率 | 関東地区:9.6% |
| 出場者 | TKO（木本武宏・木下隆行）（5年連続5回目） たむらけんじ（初） 小籔千豊（2年連続2回目） スギちゃん（初) ロッチ（コカドケンタロウ・中岡創一）（4年連続4回目） 笑い飯（西田幸治・哲夫）（初） ドランクドラゴン（塚地武雅・鈴木拓）（初） バイきんぐ（小峠英二・西村瑞樹）（初） サンドウィッチマン（伊達みきお・富澤たけし）（4年連続4回目） インパルス（板倉俊之・堤下敦）（2年連続2回目） ジャルジャル（後藤淳平・福徳秀介）（初） 渡辺直美（2年連続2回目） |

フィーリングカップルの結果
一回目
たむら→木下×
木下・塚地・後藤→伊達
木下・伊達  成立
二回目
たむら→西田×
西田・板倉・富澤・後藤・中岡→小峠
富澤・小峠  成立
三回目
たむら→西田×
直美・後藤→小籔
直美・小籔  成立
四回目
哲夫→中岡×
後藤→堤下  成立
五回目
哲夫→中岡  成立
木本・鈴木・福徳・コカド→板倉
板倉・コカド  成立
六回目
たむら→西田×
西田→福徳  成立
塚地・スギちゃん→木本
塚地・木本  成立
七回目
西村・スギちゃん→鈴木
西村・鈴木  成立
余り
スギちゃん・たむら  成立

### シャッフルコンビ
記載はエントリー順。ボケとツッコミは主な担当。色付きがベストカップル賞。☆印は初出場同士のコンビ
| 順 | ボケ       | ツッコミ         | 内容 |
| -- | ---------- | ---------------- | --- |
| 1  | 塚地武雅   | 木本武宏         | キャバクラの客（木本）が、新人で漫画好きのキャバ嬢（塚地）に翻弄されるコント。ネタ作りは塚地が担当。 |
| 2☆ | 西田幸治   | 福徳秀介         | 無人島へと流れ着き、時間相応に劣化していく西田とスタイリッシュな姿を保ち続ける福徳のコント。西田がテレビではほとんど経験のないコントに挑戦した。 |
| 3  | 木下隆行   | 伊達みきお       | ボクサーの対戦VTRをスローモーションで振り返るコント。漫才を希望した伊達を押し切り木下の希望でコントとなった。 |
| 4  | 後藤淳平   | 堤下敦           | 天才科学者（後藤）が自身のクローンを生み出すが、何もかも共通点のないクローン（堤下）が完成して困惑するコント。 |
| 5  | 渡辺直美   | 小籔千豊         | 旅館の宿泊客（小籔）が、色黒で短髪の旅館の経営者の娘（渡辺）に迫られるコント。4度の打ち合わせは全て外食中に行われ、その経費が12万8千円もかかったとのこと。渡辺は前回に引き続き2度目のベストカップル賞受賞となり、大会史上初の2連覇を果たした（複数回優勝経験者は他にもいるが、連続優勝は2023年時点で渡辺のみ）。 |
| 6  | 富澤たけし | 小峠英二         | M-1とキングオブコントの王者同士による、チンピラの息子の代理で組事務所にやってきた父親（富澤）がヤクザの組長（小峠）を振りまわすコント。総じて好評であり、伊達には「木下さんには悪いがこういうのがやりたかった」と言わしめた。                                                                                    |
| 7☆ | スギちゃん | たむらけんじ     | 番組史上初の「一か八か枠」、そして売れ残り同士の組み合わせ。ネタ作成時には普段のキャラを破壊する発言も出ていたが、本番ではいつも通りのキャラを演じた上にグダグダな内容で会場からはブーイングも上がり、松本からは「マヤ文明が言ってたのってこの事じゃないですか?」と言われてしまった。                            |
| 8  | 板倉俊之   | コカドケンタロウ | 伝説の剣を見つけた勇者（コカド）と剣の番人（板倉）のコント。 |
| 9☆ | 西村瑞樹   | 鈴木拓           | 温泉レポートにやってきたタレント（鈴木）とダメディレクター（西村）のコント。コンビでネタを書かない者同士の組み合わせであり、互いの相方からもダメ出しを受けていたが、志村からは「ネタを書いたことのない人にしてはよくがんばった」と評された。                                                                     |
| 10 | 中岡創一   | 哲夫             | スポーツショップの店員（哲夫）と陸上ホッケー選手（中岡）のコント。ネタ作りは哲夫が担当。一度フィーリングカップルで断られた哲夫からの再度のラブコールに中岡が応える形でカップルが成立した。 |

## 第10回:夏祭り（2014年）
- 『ドリームマッチ2014 夏祭り』として放送。
- 今回は放送10回を記念してのアニバーサリー企画。放送時期と出演者から「真夏の若手芸人祭り」枠のように見られるが、「記念すべき第10回」として発表している。
- 岩崎う大（かもめんたる）、江口直人（どぶろっく）、ちゅうえい（流れ星☆）、塙宣之（ナイツ）、浜谷健司（ハマカーン）、藤原一裕（ライセンス）、村本大輔（ウーマンラッシュアワー）、吉村崇（平成ノブシコブシ）の8名が初出場(このうち、塙のみ2009年の若手芸人祭りに出場経験がある)。
- 従来のボケとツッコミではなく、20組のグループから「ネタ作り」を担当している方のみ限定によりシャッフルされるため、ボケ同士、ツッコミ同士で組まれる可能性もある[注 3]。
- コンビ抽選は女子アナによるクジ抽選で決まった。

| 放 送 日 | 2014年7月6日 19:00 - 20:54放送。 |
| 司 会 者 | ダウンタウン |
| 審 査 員 | 志村けん 角野友基 小泉孝太郎 小島瑠璃子 平愛梨 水川あさみ |
| 視 聴 率 | 関東地区: % 関西地区; % |
| 出場者   | 秋山竜次（ロバート）（2年ぶり2回目） 飯尾和樹（ずん）（初） 石田明（NON STYLE）（4年ぶり2回目） 板倉俊之（インパルス）（3年連続3回目） 岩尾望（フットボールアワー）（3年ぶり3回目） 岩崎う大（かもめんたる）（初） 江口直人（どぶろっく）（初） 木下隆行（TKO）（6年連続6回目） コカドケンタロウ（ロッチ）（5年連続5回目） 小峠英二（バイきんぐ）（2年連続2回目） 後藤淳平（ジャルジャル）（2年連続2回目） ちゅうえい（流れ星☆）（初） 哲夫（笑い飯）（2年連続2回目） 友近（2年ぶり3回目） 塙宣之（ナイツ）（初） 浜谷健司（ハマカーン）（初） 藤原一裕（ライセンス）（初） 又吉直樹（ピース）（2年ぶり3回目） 村本大輔（ウーマンラッシュアワー）（初） 吉村崇（平成ノブシコブシ）（初） |

### シャッフルコンビ
記載はエントリー順。ボケとツッコミは主な担当。☆がベストカップル賞。○印は初出場同士のコンビ
| 順  | ボケ     | ツッコミ         | 内容 |
| --- | -------- | ---------------- | --- |
| 1   | 木下隆行 | 小峠英二         | コント「薄毛治療」。 2人とも薄毛という共通点から作られた。 |
| 2   | 板倉俊之 | ちゅうえい       | コント「引っ越し」。 「デスノート」の世界をベースにしたコントでネタは全て板倉が作成し、ちゅうえいは一発ギャグを封印した。 |
| 3☆  | 塙宣之   | 石田明           | 漫才。 お互いにテンポ等の異なるネタのスタイルだが、両者を重視した「ナイstyle」漫才。互いにボケだが、石田が主にツッコミを担当した。 |
| 4   | 友近     | 飯尾和樹         | コント「ラジオパーソナリティー」。 ボケ・ツッコミは存在せず、ラジオ番組で朝の帯番組を担当するラジオパーソナリティー2人が昼の番組の代理ラジオパーソナリティーを務める様子をリアルに描いた。抽選前には互いに組みたいと語っていた。                                                                                 |
| 5   | 岩崎う大 | 秋山竜次         | コント「パワースポット」。 パワースポットを訪れた大柄な女性（秋山）と、大柄な女性を好きな老人（岩崎）が出会うコント。 |
| 6 ○ | 村本大輔 | 吉村崇           | 漫才。 互いに組みたくないとこぼしていた同期による2人で、途中から村本主導の下アドリブでネタが進行していき窮地に追い込まれた吉村はセットの電球の一部を破壊したり、本来オチでやる予定だった村本が最後吉村に対して感謝の手紙を読んだ後に抱擁しようとして誤って吉村のズボンが破ける下りを途中で破くなど応戦していた。 |
| 7   | 又吉直樹 | 後藤淳平         | コント「不良と先生」。 「シンプルなネタ」をコンセプトに作っていった。 |
| 8   | 江口直人 | 岩尾望           | コント「ミュージシャン」。 ボケ・ツッコミは存在せず、なぜ顔出しNGなのか悩む実力派デュオを描いた。 |
| 9   | 藤原一裕 | コカドケンタロウ | コント「戦隊ヒーロー日本代表発表会見」。 23人の戦隊ヒーロー日本代表内定を待つ、2人のヒーローの様子を描いたコント。ネタ合わせ初日はコカドのスキャンダルにより顔合わせの後すぐに打ち切った場面もあった。 |
| 10  | 哲夫     | 浜谷健司         | 漫才。 大型漫才賞レース王者同士のコンビ（哲夫はM-1、浜谷はTHE MANZAI）で、ネタ作り開始から1時間で完成させた。 |

## 第11回（2020年）
- 2014年の夏祭り以来約6年ぶりの放送。
- 2020年2月8日にフィーリングカップルで新コンビ決定、2020年2月23日にネタ披露。
- 今回は千鳥、土屋伸之（ナイツ）、ハライチ、チョコレートプラネット、霜降り明星、山里亮太（南海キャンディーズ）の6組10名が初出場(山里は2008年、土屋は2009年の若手芸人祭りに出場経験がある)[3]。
- フィーリングカップル形式での新コンビ決定は2013年の第9回以来約7年ぶり。
- 2020年4月度「ギャラクシー賞・月間賞」（放送批評懇談会選定）を受賞[4]。

| 放送日           | 2020年4月11日 19:00 - 21:54放送。 |
| 司会者           | ダウンタウン |
| スペシャルゲスト | 多部未華子 川島海荷 楢﨑智亜 ホラン千秋 長嶋一茂 |
| 視聴率           | 関東地区:15.2 % 関西地区:14.9% |
| 出場者           | くっきー!（野性爆弾）（4大会ぶり〈9年ぶり〉2回目） バイきんぐ（小峠英二・西村瑞樹）（小峠3大会連続〈6年ぶり〉3回目、西村2大会〈7年〉ぶり2回目） サンドウィッチマン（伊達みきお・富澤たけし）（2大会〈7年〉ぶり5回目） 千鳥 ( 大悟・ノブ)（初） 秋山竜次（ロバート）（2大会連続〈6年ぶり〉3回目） オードリー（若林正恭・春日俊彰） （5大会〈10年〉ぶり2回目） ナイツ（塙宣之・土屋伸之） （土屋初、塙2大会連続〈6年ぶり〉2回目） 山里亮太（南海キャンディーズ）（初） ハライチ（岩井勇気・澤部佑）（初） チョコレートプラネット（長田庄平・松尾駿）（初） 渡辺直美（2大会ぶり〈7年ぶり〉3回目） 霜降り明星（せいや・粗品）（初） |

フィーリングカップルの結果
一回目
山里→春日　不成立
春日・秋山→伊達　不成立
伊達→西村　不成立
西村・塙・松尾・くっきー！→若林
くっきー！・若林  成立
二回目
伊達→西村　不成立
西村→山里　不成立
山里→春日　不成立
大悟→澤部　不成立
澤部・土屋・ノブ・小峠→秋山
秋山・ノブ  成立
三回目
山里・小峠→春日　不成立
春日・西村・松尾→伊達
西村・伊達  成立
直美・澤部→大悟
大悟・澤部  成立
四回目
山里・長田→春日　不成立
春日・松尾・せいや→小峠　不成立
直美・土屋→富澤
富澤・土屋  成立
五回目
岩井→直美　不成立
直美・粗品→松尾　不成立
松尾・せいや・塙→小峠
せいや・小峠  成立
山里・長田→春日
春日・山里  成立
六回目
岩井→直美  成立
松尾・塙→粗品
松尾・粗品  成立
売れ残りコンビ
塙・長田  成立

### シャッフルコンビ
記載はエントリー順。ボケとツッコミは主な担当。☆がベストカップル賞。○印は初出場同士のコンビ
| 順   | ボケ       | ツッコミ   | 内容 |
| ---- | ---------- | ---------- | --- |
| 1 ○  | 大悟       | 澤部佑     | 漫才。台本は一切作られず、澤部が大悟の考える流れに合わせる形でネタが作られた。前半はハライチ、後半は千鳥とお互いのコンビの持ち味を折衷したようなネタを披露したが、審査員からは「よくわからなかった」と言われてしまった。 |
| 2    | 西村瑞樹   | 伊達みきお | コント「占い」。 普段ネタを書かない者同士のコンビ。カッターズ飯山（西村）が客（伊達）を占う様子を描いた。オチで伊吹吾郎がサプライズ登場した。 |
| 3    | せいや     | 小峠英二   | コント「取り調べ」。 多重人格の下着泥棒（せいや）を刑事（小峠）が取り調べる。ネタはコンビ結成後の打ち合わせ15分程で大筋が完成した。 |
| 4 ⭐︎ | 秋山竜次   | ノブ       | 雑誌の表紙のモデルを務めることになったノブと、カメラマンの奥田ラプンツェル（秋山）のコント。 |
| 5    | 塙宣之     | 長田庄平   | 自己啓発セミナーの講師（塙）と、疑問を覚えつつもなんとなくセミナーに参加する長田のコント。お互い普段のコンビでネタを書く側にもかかわらず、フィーリングカップルで最後まで残ってしまった売れ残り同士のコンビ。なお、直前に成立したコンビのメンバーが松尾と粗品であり、フィーリングカップルでボケの松尾と塙がツッコミの粗品を指名していたため、粗品が塙を選んでいた場合チョコレートプラネットとして新ネタを披露する可能性があった。           |
| 6    | 富澤たけし | 土屋伸之   | 漫才。ネタは全編富澤が作成。サンドウィッチマンとナイツの漫才のそれぞれの要素を取り入れたネタを披露した。後半でボケとツッコミが入れ替わった。 |
| 7    | 岩井勇気   | 渡辺直美   | レストランに現れた醤油の魔人（渡辺）と塩の魔人（岩井）が、注文された料理に醤油と塩のどちらを振りかけるかを対決したミュージカル調コント。渡辺はニューヨーク在住のため、ネタ作りの2週間の内1週間しか日本におらずSkypeを使いながらネタを作成した。ボケのみでツッコミが存在しない。ネタ中の音楽はRAM RIDER作曲。 |
| 8 ○  | 松尾駿     | 粗品       | 一通り友達の家での掛け合いコントをやった後、ステージ上に設けられたディスプレイにサーモグラフィーカメラによる映像を映し出して再び同じコントをやり、温度変化で表面的には分からない面白さを探った。 |
| 9    | くっきー!  | 若林正恭   | お兄ちゃん（若林）と、妹のそのこちゃん（くっきー!）が空き巣を働くコント。ネタはお互い絵を描きながら作成した。2011年のドリームマッチでくっきー!が矢作と披露したコントと同じく独特な世界観でネタが展開され、客席からは笑い声よりも悲鳴が上がった。くっきー!は「笑いというよりお芝居がやりたかった」「このコントの続きをTBSに作ってほしい」とコメントした。演出の藤井健太郎は「担当Dは漫才チームの100倍準備が大変でした」とツイートしている。 |
| 10   | 春日俊彰   | 山里亮太   | 漫才。フィーリングカップルで春日に4回も振られた山里がめげずに5回目のアタックの末、成立させたコンビ。ネタは全編山里が作成。普段過小評価されていると感じた春日が、自分をより際立たせるため山里にあれこれ注文をつけたツッコミをさせるネタ。 |

## 真夏の若手芸人祭り

### 第1回
- 『ドリームマッチ08 真夏の若手芸人祭り!!』として、これまでと異なり若手芸人のシャッフルコンビにより放送。
- フィーリングカップルでのコンビ決めなど従来の放送と同じ形式で進行。
- 審査員ゲストはおらず審査の詳細は明かされなかった。
- ちなみにその後、バナナマン、次長課長、ブラックマヨネーズ、フットボールアワー、おぎやはぎ、山里亮太は本家のザ・ドリームマッチに参加している。

| 放送日 | 2008年7月22日 21:00 - 22:48放送。                                                                                                | |
| 司会者 | ダウンタウン | |
| 視聴率 | 関東地区:13.7% 関西地区;17.4% | |
| 出場者 | 陣内智則 バナナマン 次長課長 ブラックマヨネーズ フットボールアワー おぎやはぎ 南海キャンディーズ オリエンタルラジオ エド・はるみ | 設楽統、日村勇紀 河本準一、井上聡 小杉竜一、吉田敬 岩尾望、後藤輝基 小木博明、矢作兼 山里亮太、山崎静代 中田敦彦、藤森慎吾 |

フィーリングカップルの結果
一回目
井上・小杉・藤森→設楽
設楽・小杉  成立
エド→後藤×
後藤→河本  成立
小木・吉田・岩尾→山里
小木・山里  成立
二回目
陣内→岩尾×
岩尾→矢作×
矢作→吉田×
吉田→藤森  成立
三回目
陣内→岩尾×
岩尾・中田・エド→日村
中田・日村  成立
四回目
陣内→岩尾×
岩尾・しずちゃん→矢作
岩尾・矢作  成立
五回目
しずちゃん・エド→陣内
しずちゃん・陣内  成立
余り
エド・井上  成立

### シャッフルコンビ
記載はエントリー順。ボケとツッコミは主な担当。☆付きが優勝コンビ。
| 順 | ボケ         | ツッコミ | 内容 |
| -- | ------------ | -------- | --- |
| 1  | 吉田敬       | 藤森慎吾 | 一人暮らしを始めたOL（藤森）を、向かいの住宅に住む吉田が口説こうとするコント。吉田はネタ合わせ前に「オリラジの爽やかさは出さない」と発言し、そのせいか藤森が女性用下着をつけるなどの場面も含まれていた。 |
| 2  | 中田敦彦     | 日村勇紀 | 水族館に勤務する女性（中田）と中田にあこがれる後輩（日村）がアシカショーを行うコント。日村が焦れて中田が本気でキレるほどネタ合わせの大半を削って描いたイラストやマジックなどを使用した。また、1番手の吉田・藤森ペアとブラジャーを使ったボケが被ってしまった。 |
| 3☆ | 河本準一     | 後藤輝基 | 万引きをした女性漫才師（河本）と店長（後藤）の、事務所でのやり取りを演じたコント。またもブラジャーを使ったボケが被った。コンビ名を発表する際、松本が当時の不倫スキャンダルをネタにして「二岡智宏・山本モナ」とボケ、全員にツッコまれた。ネタが終わった後、肝心なオチで河本が噛んでしまった所をダウンタウンの2人に指摘され、そのコメントでも噛んでしまい全員にツッコまれた。 |
| 4  | 岩尾望       | 矢作兼   | ビーチバレーの浅尾美和・西堀健実コンビをモチーフにしたコント。またしても前3組と同じくブラジャー（水着）をつけていたため、松本から「日本中のブラがTBSに集まった」と言われた。 |
| 5  | 山崎静代     | 陣内智則 | キャバクラにやってきたサラリーマン（陣内）と子持ちのキャバクラ嬢（山崎）のコント。フィーリングカップルで岩尾に3回連続で断られて発奮した陣内は、プライドを捨てて放送当時の妻であった藤原紀香ネタを連発したが、山崎の持つ独特の間やセリフを噛んだ所等によるグダグダ感をダウンタウンに指摘された。 |
| 6  | 小木博明     | 山里亮太 | 野球部員（山里）と監督（小木）による野球部コント。小木はネタ作りの途中で、岩尾とネタ作り中の矢作の元に出向いており山里やダウンタウンに咎められた。 |
| 7  | エド・はるみ | 井上聡   | 副担任（井上）と井上に恋してしまった担任教師（エド）のコント。エドの持ちネタである「グー!」は封印された。2人ともフィーリングカップルでは売れ残り同士でエドは自分が選ばれないことは予想しており驚きはないと語ったが、井上は喫煙室で考え込むなどショックを窺わせる姿を見せた。相方の河本は「井上がふられたの初めて見た！」と嬉しそうにコメントした。 |
| 8  | 設楽統       | 小杉竜一 | 競馬場で遭遇したアントニオ猪木に闘魂注入のビンタをしてもらい興奮気味の小杉が、なぜかビンタを拒否した空気の読めない設楽を注意するコント。終盤で設楽が小杉にビンタをするシーンがあるが、そのビンタの破壊力が凄まじく（それを見た客席からは悲鳴交じりの声もあがっていた）、これを受けた小杉は痛みで茫然としながら「（コント内で）自分が喋る量と、このビンタは割りに合わない!」と叫んでしまっていた（コント内における台詞を発する量は小杉が大半を占めていた）。挙句の果てにそれを見ていた松本から「不思議なもんで全く可哀想さがないね!」とまで言われる始末であった。浜田からは「後半、尻上がりできたね!」と評価されていた。 |

### 第2回
- 『ドリームマッチ09 真夏の若手芸人祭り!!』として放送。
- オリエンタルラジオのみ2年連続の出演。
- これまでの形式と異なり、ダウンタウンによる事前のくじ引きでコンビを決定、ピン芸人は小島とエハラがツッコミ扱いとなった。ネタ作りも収録日当日ではなく10日前からとなったが、それぞれの仕事の都合などで費やした時間には差が出た。尚、前回の若手祭りと同じく審査員や審査の詳細などは明かされなかった。
- 後にオードリー、NON STYLE、キングオブコメディ、ロバート、ナイツは本家へも出場している。

| 放送日 | 2009年8月9日 19:00 - 20:54 | |
| 司会者 | ダウンタウン | |
| 視聴率 | 関東地区:13.5% | |
| 出場者 | トータルテンボス キングオブコメディ ロバート アンガールズ NON STYLE オードリー U字工事 ナイツ 小島よしお 鳥居みゆき エハラマサヒロ オリエンタルラジオ | 藤田憲右、大村朋宏 高橋健一、今野浩喜 山本博、秋山竜次、馬場裕之 山根良顕、田中卓志 石田明、井上裕介 若林正恭、春日俊彰 福田薫、益子卓郎 塙宣之、土屋伸之 中田敦彦、藤森慎吾 |

### シャッフルコンビ
記載はエントリー順。ボケとツッコミは主な担当。☆が優勝コンビ。
| 順  | ボケ       | ツッコミ       | 内容 |
| --- | ---------- | -------------- | --- |
| 1   | 中田敦彦   | 小島よしお     | 東大合格を目指す受験生（小島）と塾講師（中田）による勢いとリズム感重視のコント。10日の準備期間のうち小島が5日間別番組のロケでハワイに出かけるという波乱の展開から始まった。また、ネタ中でお互いの代表ネタのコラボも披露した。 |
| 2   | 大村朋宏   | 土屋伸之       | 万引きを過剰に恐れるコンビニ店員（大村）と客（土屋）の騒動を描いたコント。土屋自ら「地味なコンビ」と称した。 |
| 3   | 秋山竜次   | 田中卓志       | 胃の不調を診断してもらおうとする患者（田中）と胃になりきる医者（秋山）によるコント。お互いネタを作る側ということもあり練習しない相方の不満話に花を咲かせネタ作りもスムーズに進んだが、観客の反応はイマイチであり馬場からは「相方（秋山）完全にスベッてるな」と言われてしまった。 |
| 4   | 今野浩喜   | 井上裕介       | 学芸会で浦島太郎役を務めることになった今野と、亀役を押し付けられたことに納得いかず因縁を付ける井上のコント。前の3組が総じて不評だったのに対し、終始笑いを取り続けて松本からも称賛された優勝候補コンビ。 |
| 5   | 春日俊彰   | 藤田憲右       | 2人とも若林曰く「もう片方の操り人形」であるためネタ作りは難航するかと思われたが、両者漫才をやりたかったということでスムーズに進行し、夏祭りを題材にした漫才を披露。春日は「相方の若林君は春日を無視するスタイルだが、藤田さんは全部相手してくれるので嬉しくてしょうがない」と語り、この漫才で普段の若林とのコンビでは見せない新たなキャラクターを出した。                                                                                 |
| 6   | 鳥居みゆき | 山本博         | 相方発表の時点で絶望をあらわにした山本と鳥居の夫婦による葬儀を舞台としたコント。山本は「打ち合わせの時点でロクに会話すらできなかった」とコメントした。優勝候補の一角。 |
| 7   | 塙宣之     | 藤森慎吾       | 双子の相方と死別したベテラン漫才師（塙）と「オリエンタルラジオの藤森」による、「武勇伝」ネタを交えたコント。お互いの経歴と芸風の差もあり、塙が藤森のツッコミにダメ出しするなど緊迫した打ち合わせから始まった。また、塙が扮した漫才師は「どうみても内海桂子師匠がモデル」であった為、「この日のOAを師匠が見ないことを祈るのみ」とコメントした。                                                                                            |
| 8   | 山根良顕   | 福田薫         | 広島カープファンのお好み焼き屋（山根）と、栃木出身の広島への修学旅行生（福田）のコント。お互いネタを作らない側（福田は一人で作ったことがない）ということで難航したがお互い野球ファン同士であることが判明し、そこからネタを完成させた。 |
| 9 ☆ | 石田明     | 若林正恭       | M-1優勝と準優勝の夢のコラボによる、レジャーを題材にした漫才。ネタ作りの段階から「どんどんアイディアが出てくる」と順調で、オチを「楽しい」と締めくくるほど息の合ったコンビとなった。後日の石田のブログにて、「OAでは4分だったけど原案は15分だった」ことが判明した。若林は「やりやすいんですよ」「始まって1分20秒くらいで優勝するなと思った」とコメントした。また、発表者である松本がドラムロールのタイミングを間違えるハプニングもあった。 |
| 10  | 益子卓郎   | 高橋健一       | スターになることを夢見る日本人俳優（高橋）と、「益子」と呼ばれることを異常に嫌がるハーフの映画監督（益子）のハリウッドでの映画撮影コント。ネタ作りが難航したため気分転換にバーに行き、バーの店主の一言からネタにダジャレを混ぜることを思いつく。 |
| 11  | 馬場裕之   | エハラマサヒロ | ロケ番組のディレクター（エハラ）のウザすぎるダメ出しに俳優（馬場）が態度を豹変させるコント。馬場曰く「エハラは練習の段階からものすごくウザい」らしく、ネタ中に出てくる「(自転車のホイールに)髪巻き込め！」は練習中の馬場自身の口から出た言葉とのこと。 |

## エンディング曲
- アレサ・フランクリン「Think」

## スタッフ
第11回放送分
- 構成：高須光聖、松本真一、大井洋一、森、佐藤満春、水野としあき、飯塚大悟、大桶純ー、我人翔太、白武ときお、斉川宣希、須藤陽平、吾郷大介（大井→以前も担当、水野→一時離脱►復帰、佐藤以降→第11回）
- TM：荒木健一（TBS、第10回はTD兼務）
- TD：小笠原朋樹、中村年正
- VE：木野内洋
- CAM：宮下政人
- 音声：小岩英樹
- 照明：渋谷康治
- 音効：石川良則
- 美術プロデューサー：中西忠司（TBS）
- デザイン：宇野宏美、村山抽香
- 美術制作：岩井愛、髙岸夕葵
- 操作：岡野浩典、卜部徹夫、楢田祥之、津久井祐太（楢田→第10回-）
- 装置：尻無浜宏人（第10回）
- メカシステム：庄子泰広
- 装飾：田村健治
- アクリル装飾：青木剛、井上恵介
- 電飾：西田和正、渡辺竜明
- 特殊装置：青木剛
- 特殊小道具：島田憲一
- 衣装：坂口みのり
- 持道具：波多野弘明
- 特殊効果：畑中力
- 図案：小松雅明
- メイク：内田泉
- 編集：関美幸
- MA：市川徹
- TK：伊藤佳和
- 宣伝：小林久幸（TBS、以前は番宣）
- 楽曲協力：RAM RIDER
- CG：榛葉大介（RDB）、ODDJOB
- 編成：上田淳也（TBS、以前はディレクター→編成→第10回は演出）、宮崎陽央（TBS）
- デスク：松﨑由美、玉川宏美（玉川→第11回）
- AP：菊池絢子、竹井晶子、宮里良子、古屋樹（吉本興業）（竹井→第9回-、菊池・宮里・古屋→第11回）
- ディレクター：町田有史・田村裕之（TBS）／本間和美、柳信也（Gothic）、水口健司（シオプロ）、池田哲也（ステイ）、佐々木卓也、久野公嗣、村中良輔（FAT TRUNK）、角田瞬（オフィスクライン）、津宏典、小川真人／及能貴之、貝瀬鉄矢、小林悦子（町田・田村・水口以降→第11回）
- キャスティングプロデューサー：新貝元章（シオプロ、以前は制作スタッフ→AP）
- アスリートキャスティング：横山英士（TBS、第11回）
- 協力プロデューサー：長江康裕（吉本興業、第11回）、中塚大悟
- MP：渡辺英樹（TBS、第11回）
- 制作協力：吉本興業
- 演出：藤井健太郎（TBS、以前はディレクター、一時離脱→復帰）
- プロデューサー：坂本義幸（TBS、2006年 - 2008年までは総合演出）
- 制作：TBSテレビ制作局制作1部
- 製作著作：TBS

### 過去のスタッフ
- 構成：中野俊成、伊部譲二、鈴木工務店、寺田智和、今井とおる、オークラ、谷口マサヒト、永井ふわふわ、堀由史、松井洋介、長谷川朝二、遠藤敬、金井夏生、樅野太紀、諸岡立身、酒井義文、カツオ、大塚智仁、なんざん（カツオ・大塚・なん→第10回）
- TM：丹野至之（TBS）
- VE：高橋康弘（第10回）
- CAM：中野真悟（第10回）
- 音声：石堂遼子（第10回）
- 音効：上口昭雄（第10回）
- 美術プロデューサー：山口智広（TBS、以前は美術）
- 美術制作：羽田一成、鈴木直美、半田裕記（全員→第10回）
- 操作：胡子忠志（第10回）
- 電飾：小林賢次（第10回）
- 特殊道具：白鳥保夫（第10回）
- 持道具：寺澤麻由美（第10回）
- 図案：森永英二（第10回）
- 特殊効果：崔榮恩（第10回）
- 生花装飾：高井由子（第10回）
- CG：笠島久嗣（第10回）
- 編集：梶村昌彦、稲葉成人（全員→第10回）
- MA：岩下順（第10回）
- 編成：福田健太郎（TBS、以前も担当）
- 衣装：高堂のりこ（松本担当）、北田あつ子（浜田担当）、岩崎孝典（全員→第10回、以前はスタイリスト）
- メイク：興山洋子（浜田担当）、Office MAKISE（第10回）、生駒舞（第10回）
- ENG：スウィッシュ・ジャパン（第10回）
- 制作スタッフ：佐藤恵理、宮内史絵、中野加奈子、安藤美菜子
- FD：浜田諒介（TBS）
- AD：花村亮介、中村裕紀、柴田大輔、浅野典昭、榎本萌菜、向夏紀、大浦未来（全員→第10回）
- AP：鈴木愛子、橘一徳（よしもとクリエイティブ・エージェンシー）、織田直也（吉本興業）
- ディレクター：岸田大輔（TBS）、原田浩司、齋藤慎一郎、神尾祐輔（TBS）、中島彰人、高木剛、佐藤裕司、椎葉宏治（ラッキーぱんだ）、高田脩（TBS）、斉藤崇、塩谷泰孝（シオプロ）、三枝浩史、大森千代美、森俊平、小林恵美、永山靖章（BMC）、軸原資雄（TBS）、永井雄一、玉井裕輔（軸原・永井・玉井→第10回）
- 演出：高橋智大（TBS、2009年から）、横井雄一郎（TBS、以前はディレクター）
- 協力プロデューサー：宮本稔久（吉本興業、以前はよしもとクリエイティブ・エージェンシー）、江間浩司・村田聡子（NET WEB、村田→以前はAP）
- プロデューサー：櫟本憲勝（TBS、2005年 - 2008年まで） ／ 岡本昭彦・竹本夏絵・林正樹・生沼教行（よしもとクリエイティブ・エージェンシー）
- チーフプロデューサー：荒井昌也（TBS、2005年 - 2008年まで）
- EP：安田淳（TBS、以前はチーフプロデューサー）
- 収録スタジオ: TBS砧スタジオ（TMC） K1スタジオ
- スタッフ協力：テレバイダー、ラッキーぱんだ、シオプロ
- 制作協力：バックアップメディア（2005年のみ）、NET WEB（2006年以降）、ゾフィープロダクツ（2009年以降）